# Kinematografia szwedzka
Kinematografia szwedzka – ogół produkcji i dystrybucji filmowej na terenie Szwecji. Kinematografia szwedzka już w epoce kina niemego znalazła się wśród przodujących artystycznie, zwłaszcza dzięki twórczości Victora Sjöströma oraz Mauritza Stillera. Od lat 30. XX wieku kino Szwecji przeżywało jednak kryzys instytucjonalny, który załagodziła dopiero ustawa z 1962 roku, zakończona powstaniem Szwedzkiego Instytutu Filmowego. W międzyczasie wizytówką kina artystycznego Szwecji stała się modernistyczna twórczość Ingmara Bergmana, a znajdujące się w jego cieniu nowe pokolenie twórców z lat 60. XX wieku (Bo Widerberg, Jörn Donner, Vilgot Sjöman, Mai Zetterling, Jan Troell) utrwaliło renomę artystyczną rodzimego filmu. Od lat 80. XX wieku, w wyniku ekspansji telewizji, kino Szwecji mierzyło się jednak z kolejnym kryzysem instytucjonalnym spowodowanym ekspansją telewizji. Na przełomie wieków wyłoniła się mimo owego kryzysu twórczość takich celebrowanych za granicą reżyserów, jak Tomas Alfredson oraz Ruben Östlund.

## Szwedzkie kino nieme (1896–1930)

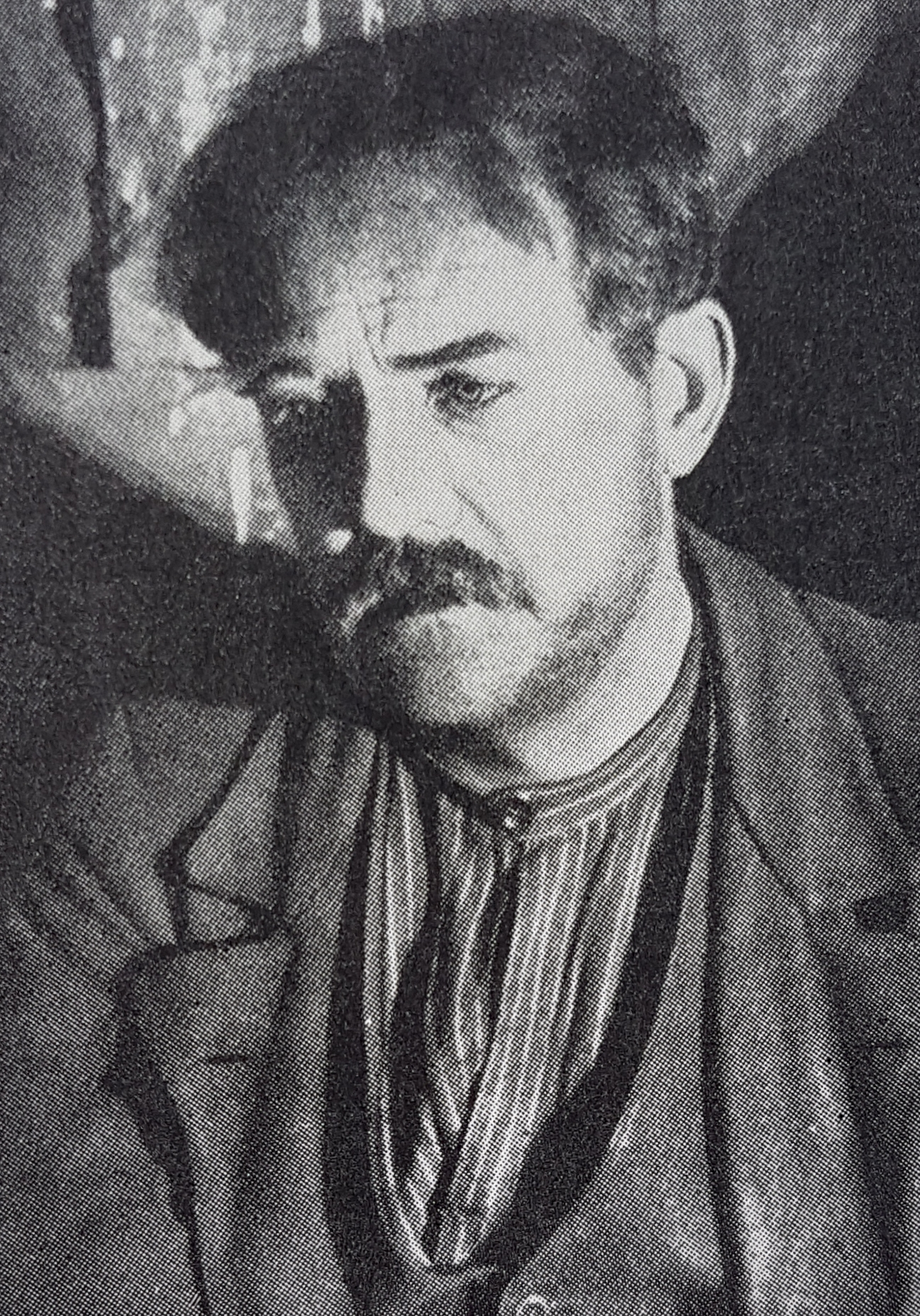
Victor Sjöström (1940)

Pierwsze filmy na terenie Szwecji nakręcili cudzoziemcy. W 1896 bracia Max i Emil Skladanowscy wyreżyserowali farsę Zabawne spotkanie w ogrodzie zoologicznym w Sztokholmie, pokazywaną jednak poza Szwecją. W 1897 Alexandre Promio, operator braci Lumière, nakręcił pierwsze szwedzkie zdjęcia kronikalne z udziałem króla Oscara II. Pierwszym szwedzkim filmowcem był Ernest Forlman, który 13 lipca 1897 zrealizował pierwszy rodzimy film Zejście na ląd króla Syjamu przy schodach Logård. Pierwszy kinoteatr „Biograph u Blancha” został otwarty w 1904 w Sztokholmie, aczkolwiek w tym samym roku najwięcej kin zostało zbudowanych w Göteborgu, którego położenie geograficzne sprzyjało importowi filmów zagranicznych. W 1912 powstał pierwszy do dziś zachowany film fabularny na podstawie sztuki Augusta Strindberga pod tytułem Ojciec, którego reżyserka Anna Hofman-Uddgren przeszła do historii jako druga po Alice Guy-Blaché kobieta parająca się tworzeniem filmów.
Jednakże dominującą pozycję w szwedzkiej kinematografii zdobył Charles Magnusson, który w ramach swej wytwórni Svenska Bio przyczynił się do założenia Szwedzkiego Związku Filmowego i powołania w 1911 Państwowego Biura Kin, wymuszającego wobec reżyserów przyszłych filmów cenzurę obyczajową. Magnusson w 1912 zatrudnił trzech aktorów i reżyserów teatralnych: Victora Sjöströma, Mauritza Stillera i Georga af Klerckera. W okresie po 1916, ze względu na słabnący import taśmy filmowej, wytwórnia zwiększyła nakłady finansowe na swoje produkcje kosztem zmniejszenia liczby wyprodukowanych filmów. Pod koniec 1919 Svenska Bio dokonała fuzji z innym prężnym przedsiębiorstwem Skandią, w wyniku czego powstał Svensk Filmindustri (Szwedzki Przemysł Filmowy). Choć w ramach Svensk Filmindustri okresowo dofinansowywano produkcję filmów animowanych (np. autorstwa Victora Bergdahla), to właśnie tandem Sjöström – Stiller odegrał najważniejszą rolę w rozkwicie lokalnego przemysłu filmowego.

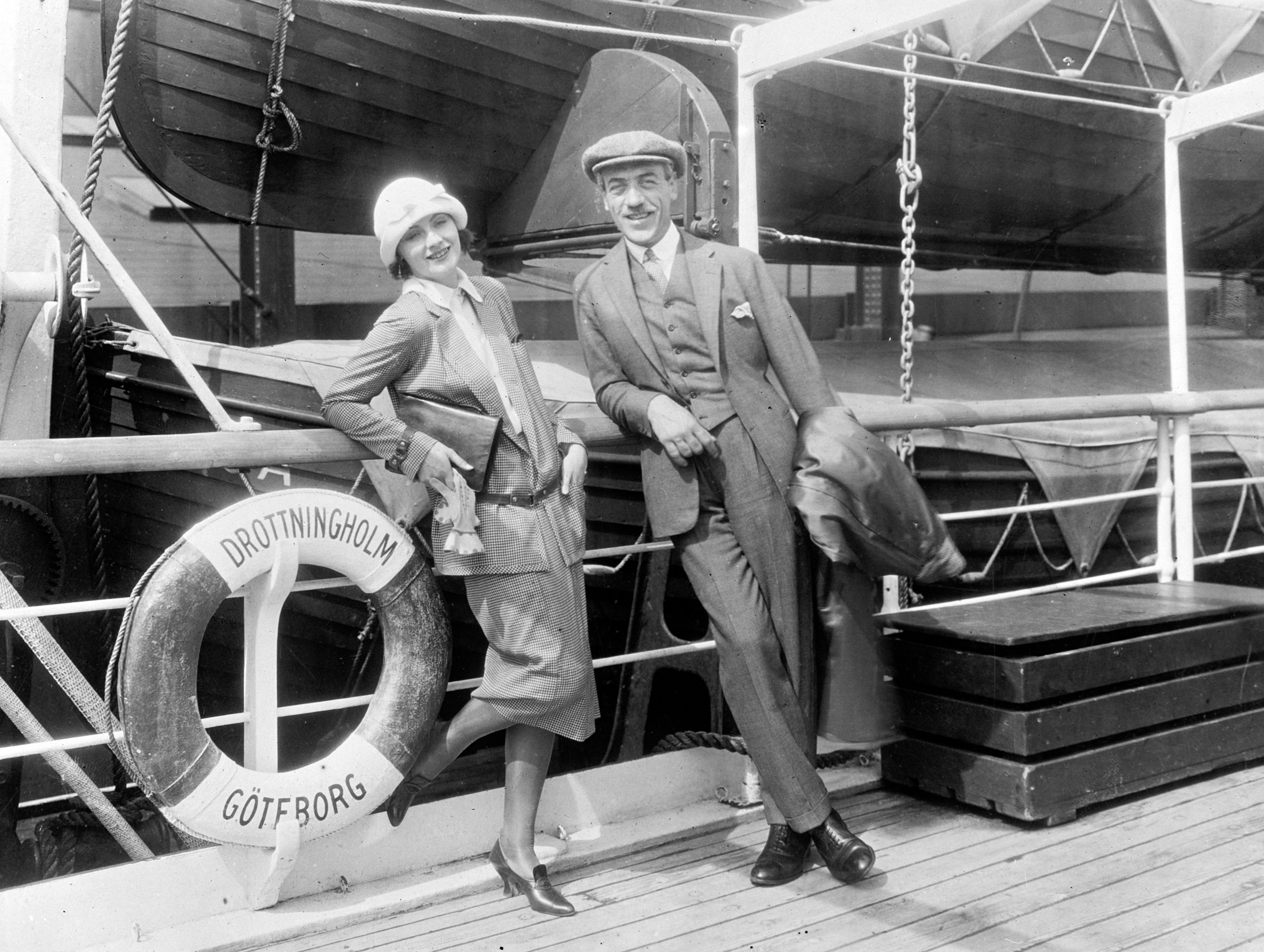
Greta Garbo i Mauritz Stiller (1925)

Sjöström przeszedł do historii szwedzkiego kina dzięki reżyserii poematu Terje Vigen (1917) według Henrika Ibsena, o żyjącym na skraju ubóstwa rybaku i jego rodzinie, których na początku XIX wieku pogrążyła angielska blokada portu. Autentyzm miejsca akcji, a także romantyczne przedstawienie natury oraz pejzażu stały się później charakterystyczną cechą szwedzkiego kina niemego. Sjöström po sukcesie Terje Vigen nawiązał stałą współpracę z inną pisarką, Selmą Lagerlöf, która dostarczała mu scenariuszy na podstawie własnej twórczości. Jednym z najbardziej udanych filmów Sjöströma i Lagerlöf stał się Woźnica śmierci (1920) o alkoholiku, który po przeżyciu własnej śmierci wędruje po świecie jako furman karawanu Śmierci. Woźnica śmierci wywarł fundamentalny wpływ na filmy Fritza Langa, Friedricha Wilhelma Murnaua i Ingmara Bergmana. W latach 1922–1930 Sjöström próbował swoich sił także w Hollywood, gdzie nakręcił między innymi Szkarłatną literę (1926) i Wicher (1928) z udziałem Lillian Gish. Mauritz Stiller z kolei zdobył uznanie wirtuozerską komedią Erotikon (1920) o wymianie partnerów przez dwie pary, a także uznawanym za jego najważniejsze dzieło Skarbem rodu Arne (1919) o jedynej kobiecie ocalałej z mordu dokonanego na jej rodzinie przez szkocką armię najemną w XVI-wiecznej Szwecji. Kres szwedzkiej szkole kina niemego przyniosła dokonana przez Stillera adaptacja powieści Lagerlöf Gösta Berling (Gdy zmysły grają, 1924), w której odtwórczynią głównej roli była Greta Garbo; Stiller w 1924 opuścił Szwecję wraz z Garbo, próbując swych sił w Hollywood, jednak to odkryta przezeń aktorka miała szansę na dalszą karierę filmową. Ostatnim z trójki wielkich szwedzkich reżyserów kina niemego był – długo niedoceniany przez historiografię – Georg af Klercker, doświadczony specjalista od kina gatunkowego. Klercker odkrył dla kina szwedzkiego takie techniki posługiwania się obrazem, jak głębia ostrości (Miłość zwycięża, 1916) oraz podziału obrazu na trzy części (Więzień z twierdzy Carlsten, 1916), jednak jego kariera zakończyła się raptownie w 1918.

## Szwedzkie kino okresu klasycznego (1930–1960)

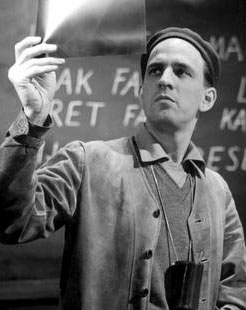
Ingmar Bergman (1957)

Lata 30. XX wieku pod względem poziomu artystycznego okazały się – jak zauważa Tadeusz Szczepański – „dekadą marazmu”. W obliczu Wielkiego kryzysu pozycja Svensk Filmindustri osłabła na rzecz wytwórni prywatnych, których jedynym celem były spekulacja i dążenie do zysku. Następca odsuniętego od Svensk Filmindustri Magnussona, Olof Andersson, kierował się następującą dewizą: „Dobry film to taki film, który się opłaca”. Na ekranach kin dominowały eskapistyczne komedie z podgatunków lustspel (teatrzyków plenerowych) oraz pilsnerfilmer (filmów biesiadnych). Stan kina szwedzkiego przed II wojną światową podsumowywał szwedzki krytyk Carl Björkman, twierdząc, iż „film szwedzki jest hańbą naszej kultury”.
W trakcie II wojny światowej, w obliczu zagrożenia ze strony hitlerowskich Niemiec spotęgowanego inwazją na Danię i Norwegię w 1940, rządząca w Szwecji socjaldemokracja – mimo formalnie zachowanej neutralności – ukierunkowała kino szwedzkie na prewencyjną mobilizację społeczeństwa. Tzw. filmy wojennego pogotowia pod płaszczykiem kostiumu historycznego (ich akcja toczyła się w przeszłości) uwrażliwiały Szwedów na konieczność przygotowania się na możliwą inwazję. W latach 40. XX wieku artystyczną odbudowę kina szwedzkiego zapowiedziały jednak dopiero filmy Hasse Ekmana i Alfa Sjöberga. Ekman, wsławiwszy się komedią Z tobą w ramionach (1940), poruszał się także w obrębie różnych gatunków; trwałą sympatię szwedzkiej publiczności zyskał filmem Królewski motłoch (1945) oraz Dziewczyną z hiacyntami (1950), skomponowaną na wzór amerykańskiego Obywatela Kane’a. Sjöberg zyskał uznanie Drogą do nieba (1942), silnie osadzoną w tradycji szwedzkiego protestantyzmu, alegoryczną przypowieścią o walce dobra ze złem. Międzynarodową sławę przyniósł mu jednak Skandal (1944), również alegoryczne przedstawienie młodzieńczego buntu przeciwko autorytarnej szkole, a klasę potwierdziła powojenna Panna Julia (1951), uznawana za najlepszą ekranizację dramatu Strindberga.
Mimo to jednak trwająca niska jakość szwedzkiej kinematografii spowodowała, że rząd Szwecji w 1948 nałożył na producentów filmowych 40% podatek od rozrywki, co spowodowało bunt wytwórni filmowych i zahamowanie rodzimej produkcji. Ostatecznie drogą kompromisu szwedzki fiskus postanowieniem rządu zwracał 20% podatku od każdego szwedzkiego filmu. Zapowiedzią renowacji kina Szwecji była neorealistyczna twórczość Erika Faustmana, którego filmy Gdy zakwitną łąki (1946) oraz W obcym porcie (1948) cechowały się zaangażowaną, lewicową retoryką. Zmiany obyczajowe w kraju odzwierciedlał natomiast film Ona tańczyła jedno lato (1951) Arne Mattssona ze sceną kąpieli nagich kochanków. Jednak pod koniec dekady lat 50. XX wieku synonimem szwedzkiego filmu artystycznego stała się dopiero twórczość Ingmara Bergmana. Jego pierwszym uznanym za arcydzieło filmem był Wieczór kuglarzy (1954), który w kraju został jednak negatywnie przyjęty za skrajnie pesymistyczną i osobistą wizję losów wędrownych cyrkowców. Ugłaskawszy lokalnych krytyków nawiązującym do twórczości Maxa Ophülsa i Jeana Renoira komedią Uśmiech nocy letniej (1955), niebawem stworzył dwa filmy figurujące wśród arcydzieł kina światowego. Pierwszy z nich, Siódma pieczęć (1957), był osadzoną w realiach późnego średniowiecza przypowieścią o rycerzu, który próbuje bezskutecznie wygrać ze Śmiercią grę w szachy o własne życie. Drugi – Tam, gdzie rosną poziomki (1958) – stanowił utrzymaną w tonacji modernistycznej opowieść o cenionym, acz zgorzkniałym nauczycielu akademickim. Ten zaś, grany przez Victora Sjöströma, u kresu życia rozlicza się ze swej przeszłości za pośrednictwem sennych koszmarów oraz wspomnień o ludziach, których uczuć nie potrafił w porę docenić. Po obu filmach, nagradzanych odpowiednio na festiwalach filmowych w Cannes i Berlinie, Bergman z lokalnego artysty nielubianego przez rodzimą krytykę przerodził się w jednego z czołowych reprezentantów kina światowego.

## Szwedzkie kino modernistyczne w cieniu Bergmana (1960–1981)

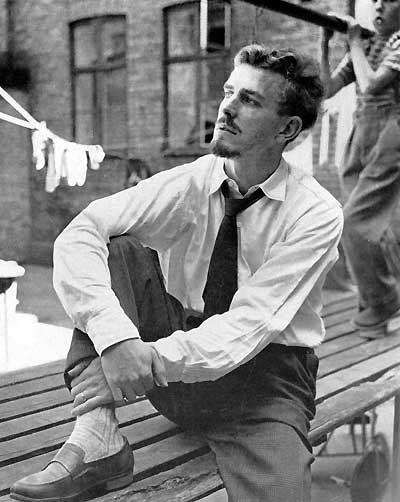
Bo Widerberg (1960)

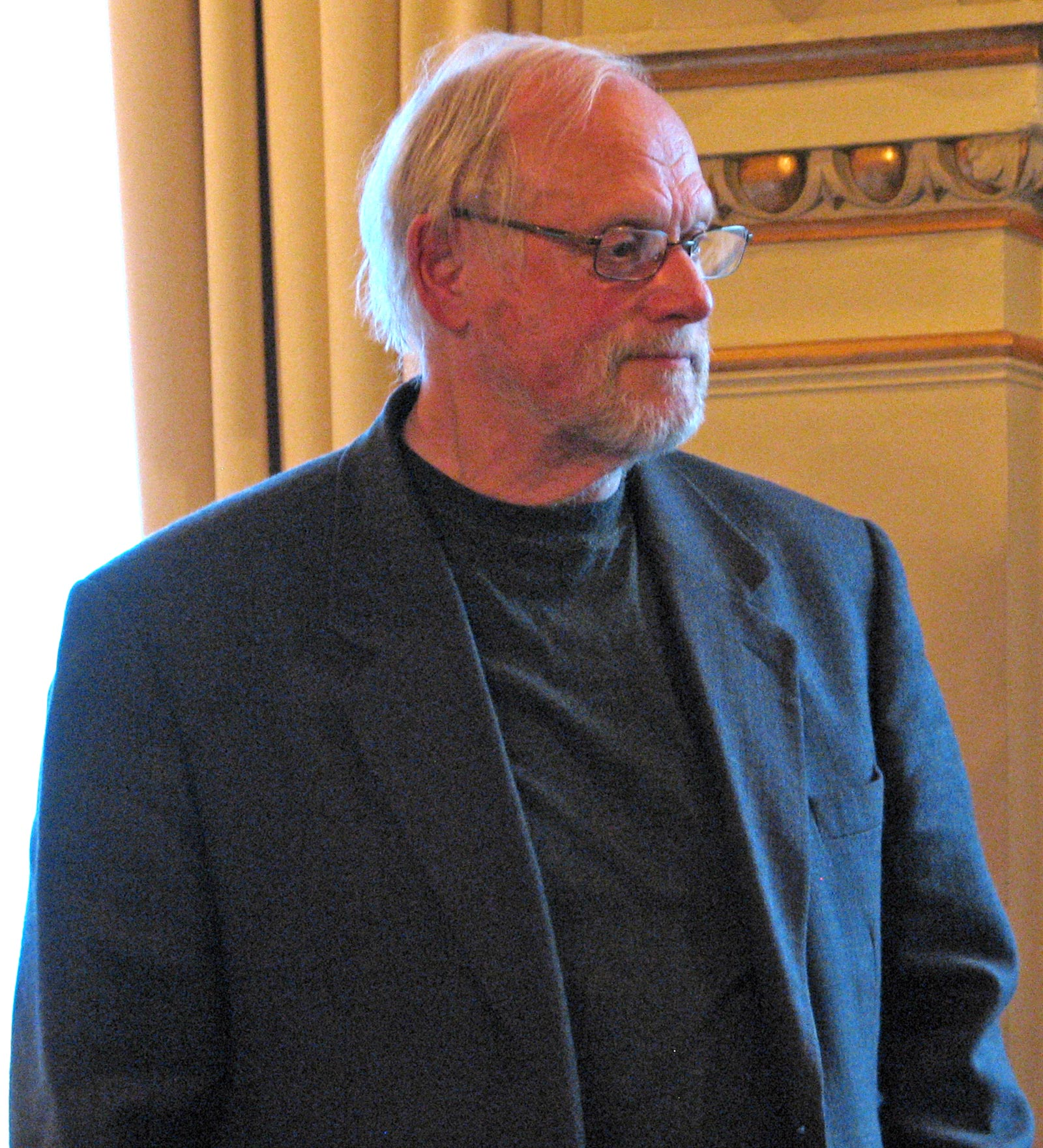
Jan Troell (2009)

W 1962 krytyk filmowy Harry Schein w książce Czy stać nas na kulturę? postulował całościową reformę szwedzkiej kinematografii, która miałaby się dokonać poprzez subsydia udzielane twórcom ze strony państwa. W 1963 parlament Szwecji uchwalił ustawę, na mocy której powstał Szwedzki Instytut Filmowy z Scheinem jako dyrektorem. Jednocześnie wraz za rozluźnieniem obyczajowym szwedzkiego społeczeństwa liberalizacji uległa cenzura. Na reformie skorzystali debiutujący artyści wywodzący się z krytyki filmowej, dziennikarstwa, literatury, aktorstwa i oświaty: Bo Widerberg, Jörn Donner, Vilgot Sjöman, Mai Zetterling i Jan Troell. Widerberg sławę zyskał nowofalowym filmem Wózek dziecięcy (1963) o młodocianej robotnicy, która w wyniku zajścia w ciążę staje się dojrzałą emocjonalnie matką. Manifestem politycznym Widerberga stała się Dzielnica Kruków (1963), ukazująca walkę robotników z lat 30. XX wieku o godny byt, skutkującą triumfem socjaldemokratów nad partią profaszystowską w 1936. Przedłużeniem politycznej tematyki był Ådalen 31 (1971), film o strajku robotniczym z 1931, który został brutalnie stłumiony przez policję. Podobnie zaangażowany społecznie był debiut Troella Oto twoje życie (1966) o chłopcu, który pod wpływem powszechnie panującej biedy angażuje się w ruch socjaldemokratyczny. Liberalizację obyczajową natomiast eksponował Sjöman w skandalizującym, na poły dokumentalnym dyptyku Jestem ciekawa – w kolorze żółtym (1967) i Jestem ciekawa – w kolorze niebieskim (1968). Donner zasłynął nagrodzoną za najlepszy debiut na 24. MFF w Wenecji Wrześniową niedzielą (1963), podczas gdy Zetterling – tetralogią o wydźwięku feministycznym: Zakochane pary (1964), Nocne zabawy (1966), Doktor Glas (1968) i Dziewczęta (1968).
Dekadę lat 60. zdominowała jednak wkraczająca na wyżyny artystyczne twórczość Bergmana. Nagrodzony Oscarem film Jak w zwierciadle (1961) zapoczątkował umowną trylogię filmową, na którą składały się także utwory Goście Wieczerzy Pańskiej (1962) i Milczenie (1963). Trylogia ta ukazywała stopniową rewizję poglądów reżysera na sacrum, ideę chrześcijaństwa oraz sens istnienia ludzkiego, znamionowaną przez enigmatyczną myśl autora: „Jak w zwierciadle – pewność zdobyta. Goście WIeczerzy Pańskiej – pewność odsłonięta. Milczenie – milczenie Boga – negatywny odcisk”. Minimalistyczny styl Milczenia Bergman doprowadził do skrajności w Personie (1965), która zapoczątkowała serię coraz mroczniejszych, osobistych dzieł kręconych w izolacji na wyspie Faro. Persona, opowieść o dwóch kobietach, z których jedna świadomie zrywa wszelkie więzi emocjonalne, należy – jak podkreślał Tadeusz Szczepański – do „najbardziej enigmatycznych i hermetycznych utworów w historii dwudziestowiecznej sztuki”. Pomimo sukcesów za granicą Bergman był coraz częściej krytykowany za nihilizm przenikający jego filmy oraz odbieranie dotacji finansowych Szwedzkiego Instytutu Filmowego młodszemu pokoleniu twórców, co podnoszono przy okazji jego filmu Szepty i krzyki (1972). Kiedy w 1976 pod zarzutem malwersacji finansowych Bergman został aresztowany przez szwedzką policję, podjął decyzję o wyjeździe z kraju.
Nie tylko emigracja Bergmana pogrążyła szwedzką kinematografię; od lat 70., w wyniku gwałtownie rosnącej popularności filmów hollywoodzkich, znacząco pogorszyła się koniunktura lokalnego przemysłu filmowego. Coraz bardziej autorytarne zapędy Scheina doprowadziły do wystosowania przeciwko niemu listu protestacyjnego organizacji filmowych, co skłoniło go do oddania urzędu dyrektora Szwedzkiego Instytutu Filmowego. Niepowodzeniem (przynajmniej przejściowym) okazały się próby kontynuacji kariery przez filmowców, którzy w latach 70. zanotowali obiecujące debiuty, np. Roya Anderssona (Historia miłosna, 1970); chwiejna była również ścieżka kariery Troella (Emigranci, 1971; Osadnicy, 1972) oraz Widerberga (western Joe Hill, 1970; klasyczny kryminał Człowiek na dachu, 1976).

## Szwedzkie kino przełomu wieków (po 1981)

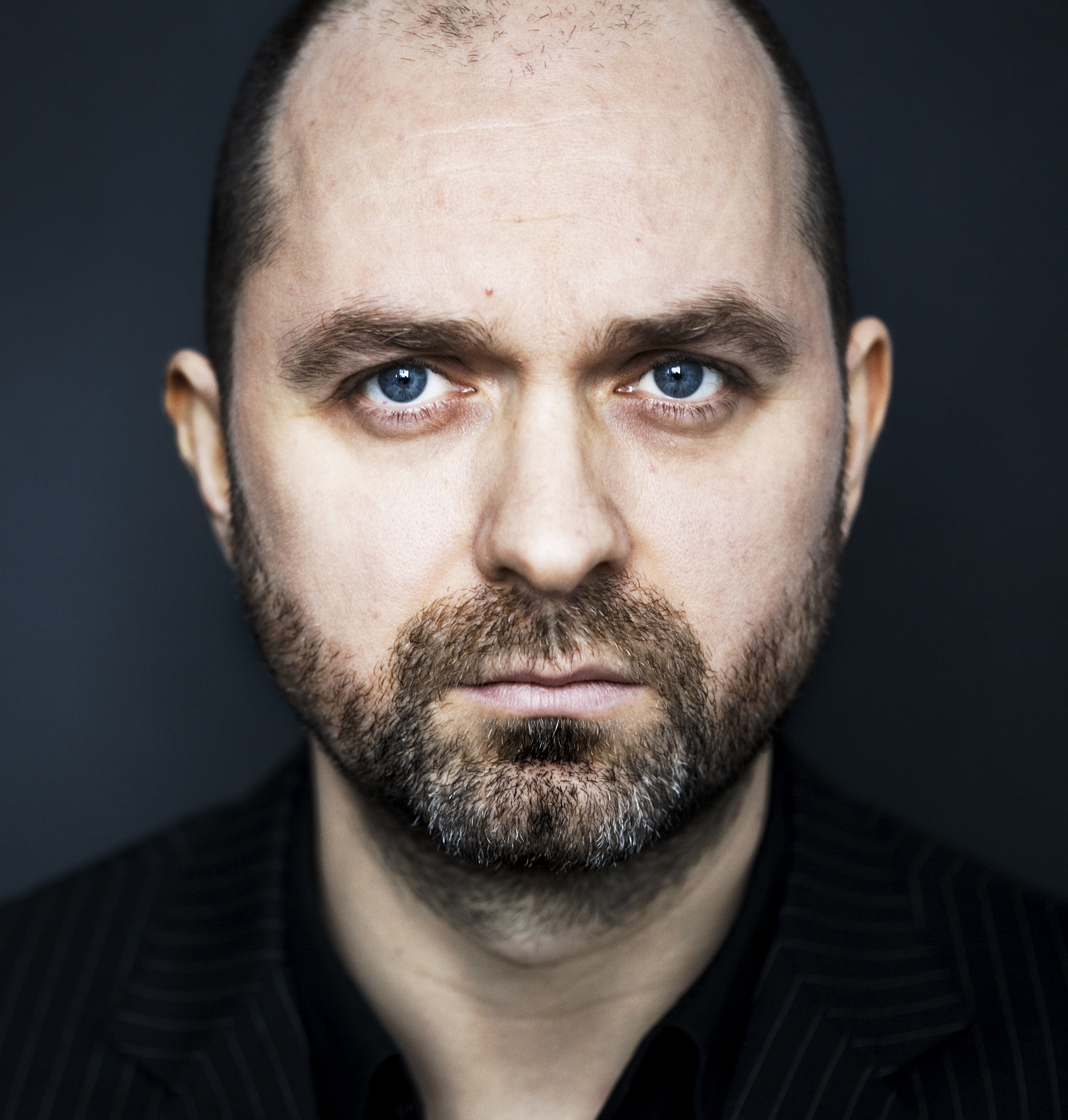
Lukas Moodysson (2009)

W latach 80. XX wieku, w obliczu rozwoju telewizji kablowej i satelitarnej, szwedzka kinematografia zaczęła coraz bardziej podupadać. Po symbolicznym pożegnaniu Bergmana z kinem w oscarowym filmie Fanny i Aleksander (1981) do dorobku tegoż reżysera próbowali nawiązać uznawany za jego rywala Andriej Tarkowski (realizowane w Gotlandii Ofiarowanie, 1986), a także Lasse Hallström w wielokrotnie nagradzanym Moim pieskim życiu (1985). Troell w dokumentalnym eseju Baśniowa kraina (1988) poddawał krytyce anemię jego rodzimego społeczeństwa, a w Il Capitano (1991) ukazywał w praktyce ową degrengoladę na przykładzie krwawego morderstwa dokonanego na trzyosobowej rodzinie przez parę Finów. Hans Alfredson w bergmanowskim z ducha Prostodusznym mordercy (1982) opowiadał losy sieroty z lat 30. XX wieku, który decyduje się zemścić na swoim oprawcy za doznawane odeń upokorzenia, a Widerberg w Drodze węża na skale (1986) – dzieje staczającej się w moralną przepaść chłopskiej rodziny przełomu XIX i XX wieku.
W latach 90. XX wieku wzrosło zainteresowanie szwedzkich reżyserów rodzimą historią, w szczególności – wybitnymi postaciami, co odzwierciedlała ekspansja filmów biograficznych. Kjell Grede przypomniał losy Raoula Wallenberga, który w grudniu 1944 uratował około stu tysięcy Żydów w okupowanym przez Niemców Budapeszcie, w filmie Dobry wieczór, panie Wallenberg (1990). Sjöman podjął próbę uchwycenia fenomenu Alfreda Nobla w nieudanym melodramacie Alfred (1995). Swoich filmów biograficznych doczekali się także między innymi Moa Martinsson (Moa, 1986, Andersa Wahlgrena), norweski literacki noblista i zwolennik faszyzmu Knut Hamsun (Hamsun, 1996, Jana Troella), malarz Anders Zorn (Zorn, 1996, Gunnara Hellströma). Największy sukces pod koniec XX wieku odniósł jednak absolwent sztokholmskiej szkoły filmowej Lucas Moodysson, którego Fucking Åmal (1998) brawurowo przedstawiał drogę dwóch sfrustrowanych nastolatek ku coming outowi.
W XXI wieku uznanie zdobyli nowi szwedzcy reżyserzy: Mikael Håfström filmem Zło (2003) o dojrzewaniu zbuntowanego nastolatka w faszyzującej szkole prywatnej; Tomas Alfredson – stylowym horrorem o nastolatkach Pozwól mi wejść (2008); wreszcie zaś Ruben Östlund – laureat dwóch Złotych Palm, autor gorzkich satyrycznych obrazów: The Square (2017) o moralnych i artystycznych granicach performansu finansowanego przez instytucje muzealne oraz W trójkącie (2022) o przepaści różnic klasowych i nieoczekiwanym odwróceniu ról.